# William Keith Chambers Guthrie
William Keith Chambers Guthrie (* 1. August 1906 in London; † 17. Mai 1981 in Cambridge) war ein schottischer Altphilologe.
Guthrie wurde am Dulwich College und am Trinity College der University of Cambridge ausgebildet, wo er 1928 graduierte. Er wurde Laurence Professor of Ancient Philosophy in Cambridge. Von 1957 bis 1972 war er dort Master des Downing College. Seit 1952 war er Mitglied (Fellow) der British Academy.
Sein bekanntestes Werk ist seine History of Greek Philosophy (Geschichte der griechischen Philosophie) in sechs Bänden. 

## Veröffentlichungen (Auswahl)
- Orpheus and Greek Religion (1935)
- The Greeks and their Gods (1951)
- Protagoras and Meno (1956) dialogues of Plato, Übersetzer
- The Greek Philosophers from Thales to Aristotle (1960)
- In the Beginning (1965)
- On the Heavens (1969) Übersetzer
- The Pre-Socratics: A Collection of Critical Essays (1974)
- A History of Greek Philosophy (6 Bände)
  - Bd. 1 The Earlier Presocratics and the Pythagoreans (1962)
  - Bd. 2 The Presocratic Tradition from Parmenides to Democritus (1965)
  - Bd. 3 The Fifth-Century Enlightenment - Part 1: The Sophists; Part 2: Socrates (1971)
  - Bd. 4 Plato - the Man and his Dialogues: Earlier Period (1975)
  - Bd. 5 The Later Plato and the Academy (1978)
  - Bd. 6 Aristotle: An Encounter (1981)